# Европско удружење за дигиталну хуманистику
Eвропско удружење за дигиталну хуманистику (енгл. The European Association for Digital Humanities, EADH) организација чија је сврха унапређење образовања коришћењем рачунарске методе у истраживањима и настави.

## Историја
Основано је 1973. године у Лондону под именом Удружење за књижевно и лингвистичко рачунарство (енгл. Association for Literary and Linguistic Computing, ALLC). Првобитна сврха била је да се подржи примена рачунарства у проучавању језика и књижевности. Како се распон доступних и релевантних рачунарских техника у хуманистичким наукама повећавао, интересовања чланова удружења умногоме су се проширила, па поред анализе текста и језичких корпуса, обухватају и историју, рукописне студије, историју уметности, музику, обраду слика и електронска издања. Ново име удружења, усвојено 2012. године, одражава ово значајно проширење делокруга. Данас је задатак Удружења да представља европске дигиталне хуманистичке науке у свим дисциплинама. Претходно је 2005. године приступљено Савезу организација за дигиталну хуманистику (енгл. Alliance of Digital Humanities Organizations) која се залаже за континуирано истраживање дигиталне хуманистике.
Године 2015. постаје члан Европског удружења за друштвене науке и хуманистику (енгл. European Alliance for Social Sciences and Humanities, EASSH), које настоји да промовише дигиталну хуманистику широм Европе и подстиче формирање група у оквиру ове области подељене према регионалном, језичком и методолошкиом критеријуму.

## Конференције
Прве конференције Удружења одржаване су годишње од 1970. до 1988. године, када је договорен протокол са Удружењем за рачунарство и хуманистику о заједничком спонзорству заједничких међународних конференција. Место одржавања ових конференција наизменично је било у Европи и Северној Америци. Прва је одржана 1989. године на Универзитету у Торонту у Канади. Након што је 2005. године формиран Савез организација за дигиталну хуманистику, прва заједничка конференција под новим називом „Дигитална хуманистика“ одржана је 2006. године на Сорбони у Паризу, у Француској.

## Публикације
Eвропско удружење за дигиталну хуманистику објављује међународни часопис Digital Scholarship in the Humanities у којем се обрађују аспекти примене рачунарских и информационих технологија у истраживањима и настави.

## Партнерске организације
- Савез организација за дигиталну хуманистику (енгл. Alliance of Digital Humanities Organizations, ADHO)
- Удружење за рачунaрство и хуманистику (енгл. Association for Computers and the Humanities, ACH)
- Удружење за дигиталну хуманистику (енгл. Society for Digital Humanities / Société pour l'études des médias interactifs, SDH/SEMI)
- Иницијатива за кодирање текста (енгл. Text Encoding Initiative, TEI)
- Удружење за дигиталну хуманистику на немачком говорном подручју (енгл. Association for Digital Humanities in the German Speaking Areas, DHd)